# Montigny-sur-Meuse
Montigny-sur-Meuse è un comune francese di 78 abitanti situato nel dipartimento delle Ardenne nella regione del Grand Est.

## Società

### Evoluzione demografica
Abitanti censiti